# Stangerode
Stangerode ist ein Ortsteil der Stadt Arnstein im Landkreis Mansfeld-Südharz in Sachsen-Anhalt. 2009 wurde Stangerode staatlich anerkannter Erholungsort.

## Geographie
Stangerode liegt am östlichen Harzrand ca. 13 km südwestlich von Aschersleben. In der Ortsmitte mündet die Leine in die Eine.

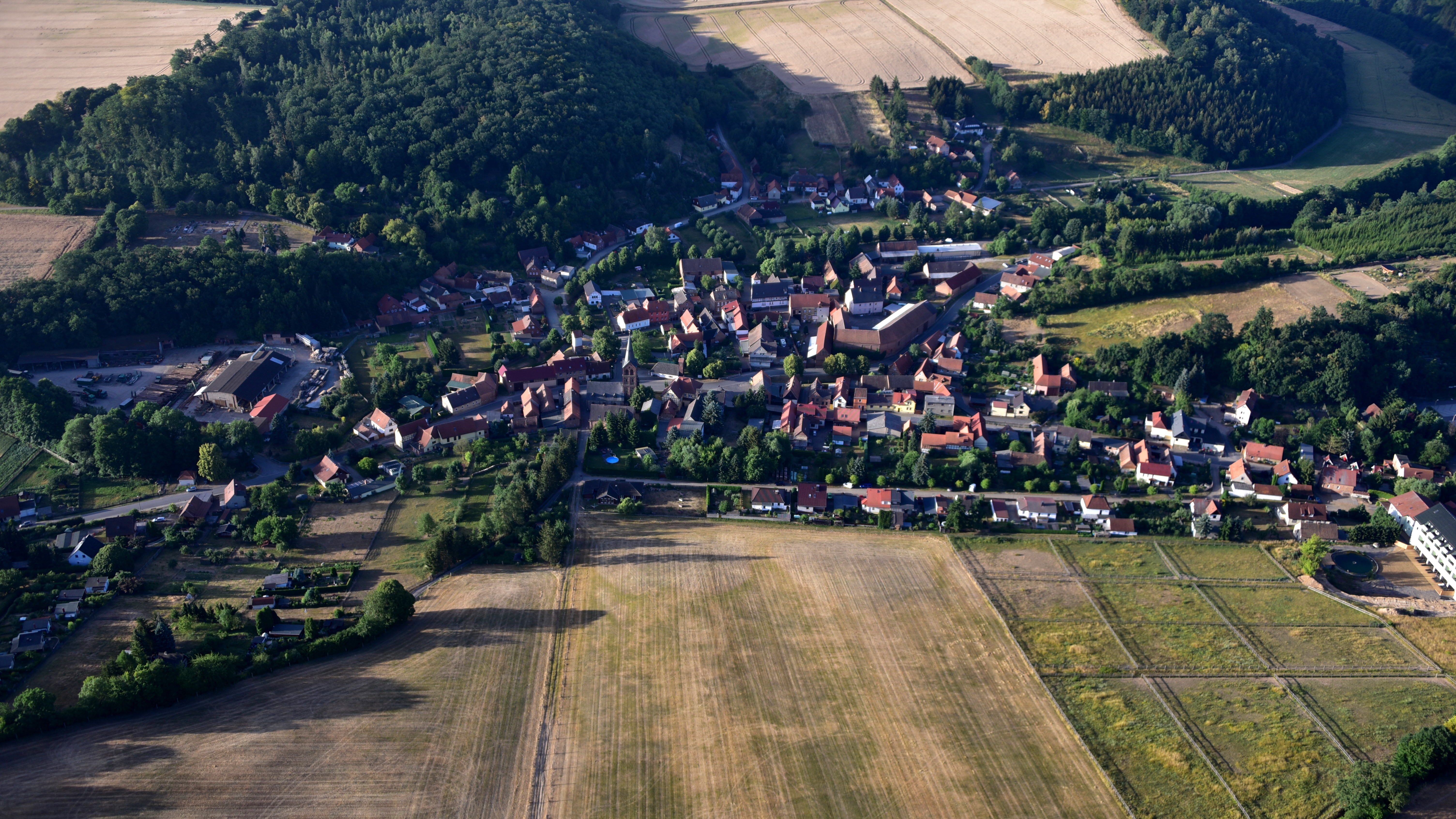
Stangerode, Luftaufnahme (2018)

## Geschichte
1216 wurde Stangerode erstmals als Stangerod urkundlich erwähnt. Einem früher verbreiteten Volksbrauch entsprechend ist hier die Sage vom Kuttenzins verwurzelt. Der Ort lag im verpfändeten sächsischen Amt Arnstein und gelangte 1815 an das Königreich Preußen.
Am 1. Januar 2010 schlossen sich die bis dahin selbstständigen Gemeinden Stangerode, Alterode, Bräunrode, Greifenhagen, Harkerode, Quenstedt, Sylda, Ulzigerode und Welbsleben sowie die Stadt Sandersleben (Anhalt) zur neuen Stadt Arnstein zusammen. Die Verwaltungsgemeinschaft Wipper-Eine, zu der Stangerode gehörte, wurde aufgelöst.

## Wappen
Blasonierung: „In Gold ein roter Stein, begleitet von zwei grünen bewurzelten Laubbäumen.“
Wahrzeichen Stangerodes ist der sogenannte „Mordstein“, an dessen Stelle in grauer Vorzeit der Legende nach ein Mönch ermordet wurde. Bereits ein früheres Siegel zeigt diesen Stein zwischen zwei Laubbäumen. Die Gemeinde beschloss im Jahr 1995, den Stein und die beiden Laubbäume in das Wappen des Ortes aufzunehmen. Das Wappen wurde vom Magdeburger Kommunalheraldiker Jörg Mantzsch gestaltet.

## Wirtschaft und Infrastruktur
Wirtschaftliche Grundlage der Gemeinde sind der Tourismus und die Land- und Forstwirtschaft.

### Verkehr
Zur Bundesstraße 242, die Hasselfelde und Mansfeld verbindet, sind es in südlicher Richtung ca. 11 km. Durch den Ort führt die Landesstraße 228, die Aschersleben mit Abberode verbindet.